# Кононович-Горбацкий, Пётр Викентьевич
Кононович-Горбацкий Петр Викентьевич (15 августа 1842 — ?) — российский военный деятель, генерал от инфантерии в отставке (1906).

## Хронологический послужной список
- 15.08.1842 — родился. Православного вероисповедания.
- 1860 — окончил Александровский кадетский сиротский корпус.
- 16.06.1860 — вступил в службу.
- ст. 16.06.1860 — подпоручик.
- 1863 — участие в военной кампании 1863 года.[1]
- ст. 06.04.1863 — поручик.
- 1864 — награждён орденом Святого Станислава 3 ст.
- ст. 01.06.1865 — штабс-капитан.
- 1867 — награждён орденом Святой Анны 3 ст.
- ст. 16.04.1872- майор.
- 30.09.1872 — окончил Николаевскую академию Генерального штаба (по 1-му разряду, дополнительный курс).[2]
- 30.09.1872 — капитан Генерального штаба.
- 30.09.1872-19.03.1875 — ст. адъютант штаба 27-й пехотной дивизии.
- 1872—1878 гг. — преподавал в Виленском пехотном юнкерском училище тактику и топографию.[3]
- 1874 — награждён орденом Святого Станислава 2 ст.
- 19.03 — 13.07.1875 — для особых поручений в штабе Виленского военного округа.
- 13.07.1875-02.11.1877 — ст. адъютант штаба Виленского военного округа.
- ст. 07.04.1876 — подполковник.
- ст. 06.04.1877 — полковник (за отличие).
- 30.12.1877-09.03.1886 — начальник Виленского пехотного юнкерского училища.[4]
- 1880 — награждён орденом Святой Анны 2 ст.
- 1880 — награждён орденом Святого Владимира 4 ст.
- 1883 — награждён орденом Святого Владимира 3 ст.
- 09.03.1886-01.11.1887 — командир 110-го пехотного Камского полка.[5]
- 01.11.1887-18.04.1891 — начальник штаба Ковенской крепости.[6]
- ст. 30.08.1888 — генерал-майор (за отличие).
- 1890 — награждён орденом Святого Станислава 1 ст.
- 18.04-16.05.1891 — начальник штаба 12-го армейского корпуса.
- 16.05.1891-14.07.1894 — начальник 2-го Константиновского военного училища[7] в Санкт-Петербурге.
- 1894 — награждён орденом Святой Анны 1 ст.
- 14.07.1894-30.10.1896 — начальник штаба Киевского военного округа.
- ст.14.05.1896 — генерал-лейтенант (за отличие).
- 1896 - Высочайшее благоволение.
- 30.10.1896-13.05.1899 — начальник 33-й пехотной дивизии[8] в Киеве.
- 1899 — награждён орденом Святого Владимира 2 ст.
- 13.05.1899-18.01.1900 — начальник 29-й пехотной дивизии[9] в Риге.
- 18.01.1900-04.02.1903 — помощник Главного начальника военно-учебных заведений.
- 1901 — награждён Знаком отличия беспорочной службы «XL лет».[10]
- с 04.02.1903 по декабрь 1904 — командир 21-го армейского корпуса[11] в Киеве.
- 1903 — вм. аренд. из госуд. казнач. по 1800 рублей в год на 6 лет.
- в декабре 1904 с поста командира 21-го АК был назначен членом Военного Совета России.
- 6.12.1904 — награждён орденом Белого Орла
- 03.01.1906 — уволен от службы с производством в чин генерала от инфантерии.

Был женат и имел двух дочерей.

## Примечание и источники
1. ↑  Участие в подавлении Польского восстания 1863 года.
2. ↑  Императорская Николаевская военная академия. Дата обращения: 29 апреля 2010. Архивировано 25 мая 2010 года.
3. ↑  А. Н. Антонов. «XXXV. Виленское пехотное юнкерское училище. Краткий исторический очерк» Вильна. 1900 г. стр. сп.1, 24.
4. ↑  Виленское военное училище. Дата обращения: 29 апреля 2010. Архивировано 4 января 2014 года.
5. ↑  110-й пехотный Камский полк. Дата обращения: 29 апреля 2010. Архивировано 19 сентября 2011 года.
6. ↑  Крепость Ковна. Дата обращения: 29 апреля 2010. Архивировано 30 апреля 2011 года.
7. ↑  Константиновское артиллерийское училище. Дата обращения: 29 апреля 2010. Архивировано 2 декабря 2013 года.
8. ↑  33-я пехотная дивизия. Дата обращения: 29 апреля 2010. Архивировано 9 февраля 2009 года.
9. ↑  29-я пехотная дивизия. Дата обращения: 29 апреля 2010. Архивировано 10 декабря 2011 года.
10. ↑  Знак отличия беспорочной службы с 1859 года выдавался за беспорочную службу в течение не менее 40 лет (XL), с возможной заменой впоследствии через каждые десять лет: L — 50 лет, LX — 60 лет, LXX — 70 лет. Дата обращения: 29 апреля 2010. Архивировано 4 марта 2016 года.
11. ↑  21-й армейский корпус. Дата обращения: 29 апреля 2010. Архивировано 8 февраля 2009 года.

- Памятная книжка Виленской губернии на 1873 год. Вильна. 1873. стр. 153.
- Памятная книжка Виленской губернии на 1874 год. Вильна. 1874. стр. 169, 170.
- Глиноецкий Н.П. Исторический очерк Николаевской академии Генерального штаба. СПб. тип. штаба войск гвардии и Петерб. воен. окр. 1882. стр. сп. 163.
- Списки генералам по старшинству на 1896, 1903 и 1906 год. СПб. 1896, 1903 и 1906.
- А. Н. Антонов. «XXXV. Виленское пехотное юнкерское училище. Краткий исторический очерк» Вильна. 1900 г. стр. сп.1, 24.
- Начальники ВВУ(ВПЮУ)
- Упомянут в: Письма П. А. Столыпина к жене О. Б. Столыпиной.
- Упомянут в воспоминаниях художника И.Владимирова: Портной Шмуклер.